# Youku
Youku (кит. упр. 优酷, палл. Йоуку́) — крупнейший видеопортал в Китайской Народной Республике по количеству посещений.
Компания, владеющая сайтом Youku.com, была основана Виктором Ку, бывшим президентом интернет-портала Sohu. Бета-версия сайта была запущена в июне 2006 года, а официально сайт начал свою работу в декабре того же года.
Youku совмещает бизнес-модели, используемые Hulu, Netflix и YouTube, а также выпускает ряд собственных веб-сериалов под брендом Youku Originals, в которых активно используется продакт-плейсмент.
В 2012 году произошло слияние с видеосервисом Tudou.

## История

### Основание
В ноябре 2005 года Виктор Ку, бывший президент и главный операционный директор Sohu, основал компанию Heyi Network Technology Co., Ltd. Первоначальное финансирование сайта поступило от 1Verge, фонда, собранного Koo. Бета-версия сайта была запущена с в ограниченном доступе в июне 2003 года, а официальный запуск сайта состоялся в декабре того же года. В 2007 году компания получила 25 миллионов долларов финансирования от венчурных капиталистов. В декабре 2009 года компания объявила, что привлекла в общей сложности 110 миллионов долларов прямых инвестиций. Среди основных инвесторов — Brookside (Bain) Capital, Sutter Hill Ventures, Maverick Capital и Chengwei Ventures.
Первоначально компания делала упор на пользовательский контент, но с тех пор сместила акцент на профессионально созданные видео, лицензированные более чем 1500 партнёрами.
По состоянию на январь 2010 года Youku.com занимал первое место в китайском секторе интернет-видео, по версии поставщика интернет-метрик CR-Nielsen (с учетом того, что YouTube запрещён в Китае). В 2008 году Youku стал партнером Myspace в Китае а позже в том же году Youku стал единственным поставщиком онлайн-видео, встроенным в китайскую версию Mozilla Firefox.
В декабре 2018 года компания объявила об увольнении президента подразделения Ян Вейдуна из-за его сделки с полицией в расследовании дела о незаконном обогащении.

### Слияние
12 марта 2012 года Youku и Tudou, две крупнейшие видеокомпании в Китае, объявили о планах слияния и создания одного из крупнейших видеосервисов Китая. До объявления о слиянии Youku был сайтом № 11 в Китае, а Tudou — № 14. Название компании было изменено на Youku Tudou Inc. Председателем совета директоров стал Виктор Ку, основатель Youku. Акции компании были зарегистрированы на NYSE, YOKU, прежде чем 6 ноября 2015 года ее приобрела Alibaba Group. В декабре 2016 года компания сообщила, что сумела достичь числа в 30 миллионов платных подписчиков.

## Скандалы

### Самоцензура
Youku позволяет пользователям загружать видео любой длины. В настоящее время Youku сотрудничает с более чем 1500 партнерами — обладателями лицензий, включая китайские телестанции, дистрибьюторов, компании по производству фильмов и телевидения. На видео Youku распространяются соответствующие законы КНР, такие как Закон о сетевой безопасности КНР и Закон о национальной безопасности КНР. Видео, нарушающие эти законы, блокируются.

### Нарушения авторских прав
- 19 ноября 2011 года Народный суд промежуточной инстанции Пекина № 1 в своем окончательном решении потребовал выплатить компенсацию компании Huayi Brothers в размере 190 000 юаней за незаконную дистрибуцию фильма «If You Are the One 2»[15].
- 15 декабря 2011 года Tudou выступила с заявлением о пиратстве «Kangxi Is Coming» со стороны Youku, выкупившей права на вещание в материковом Китае, и заявила, что собрала доказательства пиратства[16]. В тот же день Youku также опубликовал заявление о том, что его программы собственного производства, такие как «Old Boy» и «Hip Hop 4 Ensemble», были незаконно опубликованы самим Tudou.com[17].
- 15 декабря 2011 года LeTV подала в суд на Youku за нарушение пиратства в отношении фильма и телесериала «Priceless Treasure», потребовав 1 миллион юаней[18].
- 16 декабря 2011 года Tudou и Taiwan Zhongtian TV выступили с заявлением о требовании 150 миллионов юаней от Youku; Youku, по их словам, незаконно опубликовал более 40 фильмов и телевизионных шоу[19].
- 21 декабря 2011 года Jiangsu Satellite TV подало в суд на Youku за пиратское использование развлекательного шоу «If You Are the One[англ.]»[18].
- 23 ноября 2011 года Xunlei подал в суд на Youku за незаконное распространение «Perfect Love» и «The Devil Inside Me»[20].
- 14 января 2012 года Youku подал ответный иск Tudou за нарушение авторских прав, и потребовал 4,8 миллиона юаней в качестве компенсации[21].